# Liste des arrêtés de protection de biotope de la Vendée
Un arrêté de protection de biotope est un outil réglementaire issue de la loi du 10 juillet 1976, relative à la protection de la nature. La création d'un arrêté de protection de biotope revient au préfet de département, généralement sur proposition d’association de protection de la nature.

## Liste chronologique
| Nom                                         | commune                | Date de création            | Superficie(ha) | Motif de la protection | Remarques |
| ------------------------------------------- | ---------------------- | --------------------------- | -------------- | --- | --- |
| Terrées du Pain-Béni et prairies attenantes | Chaillé-les-Marais     | Arrêté du 29 décembre 1987  | 20,92          | Mammifère : Loutre d'Europe, Avifaune : Aigrette Garzette, héron cendré, héron pourpré, Bihoreau gris, Héron garde-bœufs Flore : Renoncule à feuille d'ophiglosse, Trèfle de Micheli, Euphorbe des marais | |
| Coteaux calcaires de Chaillé-les-Marais     | Chaillé-les-Marais     | Arrêté du 25 octobre 1988   | 1,01           | Flore : Odondites de Jaubert | |
| Pointe de l'Aiguillon                       | L'Aiguillon-sur-Mer    | Arrêté du 12 février 1998   | 38,86          | Flore : Silène de Porto, Œillet de France, Luzerne marine, Avifaune : Gravelot à collier interrompu, Gorgebleue à miroir, Pipit farlouse, Pipit rousseline, Alouette calandrelle, Cochevis huppé | |
| L'îleau de Champclou                        | Olonne-sur-Mer         | Arrêté du 19 août 1999      | 4,11           | Flore : Iris bâtard, Xéranthème fétide | |
| Cavités souterraines des Pierrières         | Saint-Michel-le-Cloucq | Arrêté du 21 décembre 2000  | 0,60           | Faune (chiroptères) : Grand rhinolophe, petit rhinolophe, le rhinolophe euryale, le grand murin, le vespertilion de Daubenton, le vespertilion à oreilles échancrées, le vespertilion de Natterer, le vespertilion de Bechstein, l'oreillard gris, la barbastelle.                                                            | |
| Prairies calcaires du Fief-Bodin            | La Jonchère            | Arrêté du 26 avril 2002     | 7,86           | Flore : Aceras homme-pendu, Orchis grenouille, Orchis singe | |
| Tunnel ferroviaire de Pissotte              | Pissotte               | Arrêté du 14 mai 2014       | Nd             | Faune (chiroptères) : Grand rhinolophe, petit rhinolophe, grand murin, minioptère de Schreibers, Murin de Daubanton, murin à moustaches, murin à oreilles échancrées, murin de Natterer, murin de Bechstein, Sérotine commune, pipistrelle commune, pipistrelle de kuhl, oreillard gris, oreillard roux, Barbastele d'Europe. | Le tunnel de Pissotte constitue un site d'hibernation d'importance européenne pour certaines espèces de chauves-souris. |
| Vallée de la Crulière                       | Brem-sur-Mer           | Arrêté du 29 septembre 2017 | 7,96           | Espèces végétales : ciste hérissé, centaurée maritime, orchis grenouille, ornithope comprimé, romulée à petites fleurs. Amphibiens et reptiles : lézard vert, lézard des murailles, orvet fragile, vipère aspic. Avifaune : engoulevent d'Europe, petits passereaux et rapaces. Mammifères : loutre, campagnol amphibie.      | Réputé disparu en Pays de la Loire, protégé à l’échelle nationale en raison de sa grande rareté, le Ciste hérissé est un sous-arbrisseau buissonnant inscrit sur la liste rouge des espèces considérées comme en danger. Il n'est présent au monde qu'en France, à Madère, au Portugal et en Espagne. |